# Abbaye du Mont-Saint-Martin
L'abbaye du Mont-Saint-Martin est une abbaye de l'ordre de Prémontré, située sur le territoire de la commune de Gouy, dans le département de l'Aisne, en France.

## Historique
|  |

En 1201 Guillaume Grébert, chevalier seigneur de Grébert et de Rieussec, fils de Gilles IV Grébert, arrière-petit-fils de Aegido de Greberto, donne 6 mencaudées de terres situées entre Templeux et Lempire  avec le consentement de son épouse Usile de Cartigny.

La carte de Cassini ci-contre montre que Mont-Saint-Martin était vers 1750 à la fois une paroisse et une abbaye d'hommes. Son nom, Mons-Sancti-Mertini, apparaît en 1123  dans un cartulaire de l'Abbaye de Saint-Michel puis Mont-Saint-Martin-les-Goi en 1485 dans un cartulaire de l'abbaye du Mont-Saint-Martin. 

Outre la possession des terres de sa paroisse, l'abbaye percevait des redevances sur de nombreux villages des environs, notamment Bony, Beaurevoir, Montbrehain.

Les bâtiments de l'abbaye du Mont-Saint-Martin ont été détruits en 1793 puis reconstruits partiellement au XIXe siècle et de nouveaux très endommagés lors des combats pour la libération du secteur en septembre et octobre 1918.

Le monument est inscrit au titre des monuments historiques en 1986 et classé en 1992.

## Description

### Galerie

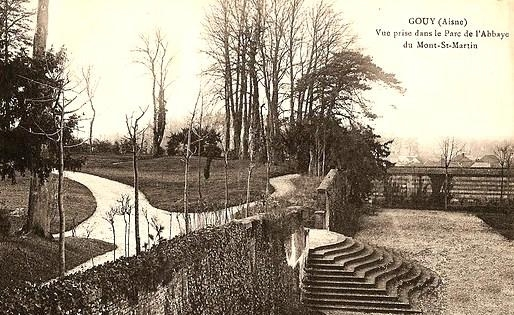
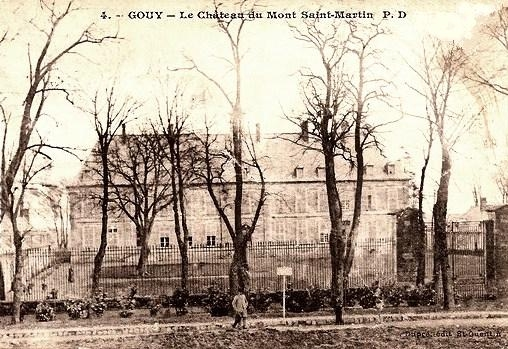
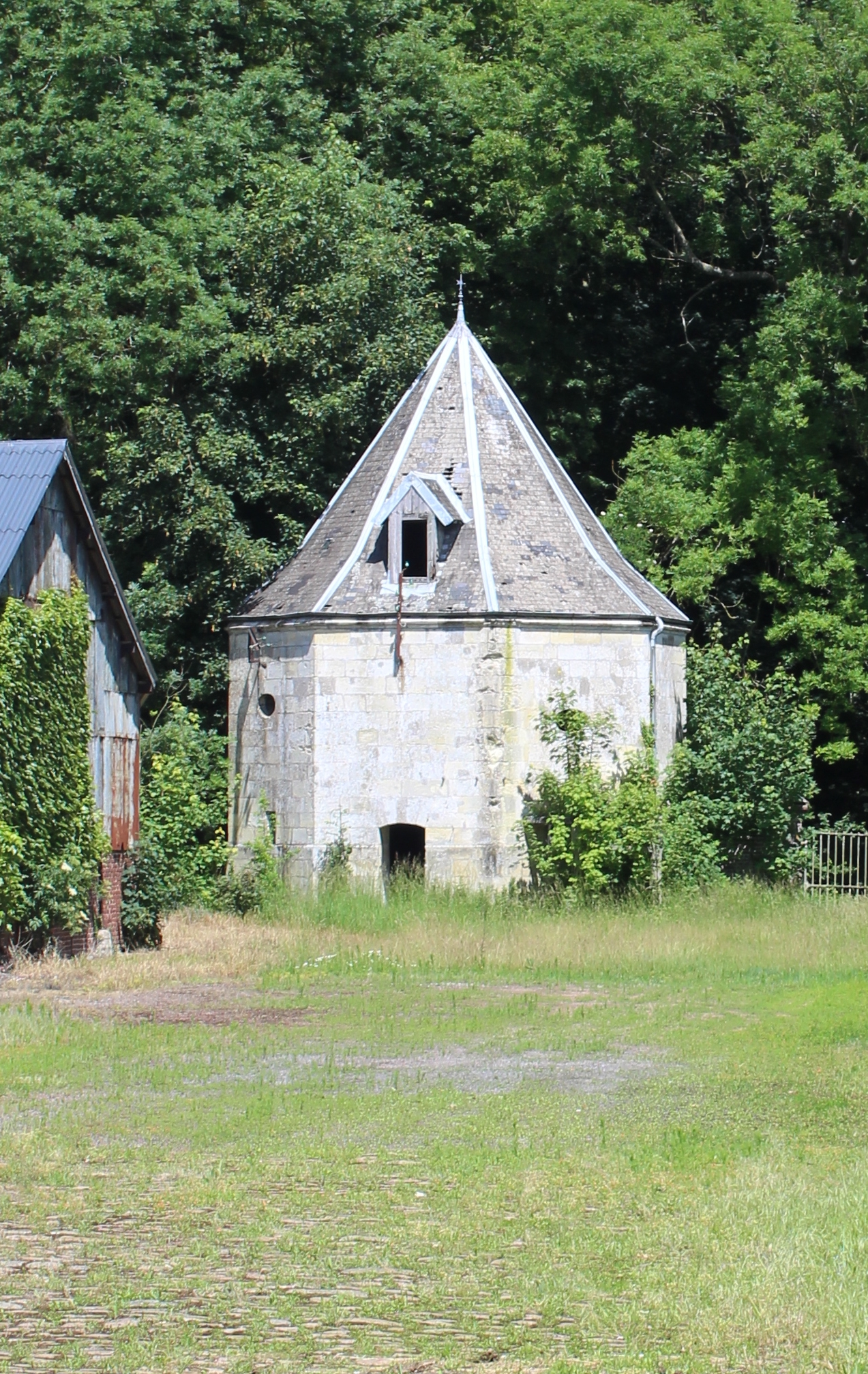
Tour en pierre, vestige actuel de l'abbaye.